# Eric Musselman
Pour les articles homonymes, voir Musselman.
 (mars 2016).
Si vous disposez d'ouvrages ou d'articles de référence ou si vous connaissez des sites web de qualité traitant du thème abordé ici, merci de compléter l'article en donnant les références utiles à sa vérifiabilité et en les liant à la section « Notes et références ».
Eric Musselman, né le 19 novembre 1964 à Ashland, Ohio, est un entraîneur américain de basket-ball ayant officié dans les plus importantes ligues du pays. 
Il est le fils de Bill Musselman, également entraîneur de basket-ball de haut niveau.

## Biographie
En avril 2024, Musselman quitte le poste d'entraîneur des Razorbacks de l'Arkansas pour devenir l'entraîneur des Trojans de l'USC où il remplace Andy Enfield (en).

## Carrière

### Joueur
- 1983-1987 : Toreros de San Diego (NCAA)
- 1987-1988 : Patroons d'Albany (CBA)[réf. nécessaire]

### Entraîneur
- 2002-2004 : Warriors de Golden State (NBA)
- 2006-2007 : Kings de Sacramento (NBA)

Ligues d'été
- 1995 : Florida Sharks (USBL)
- 1996 : Florida Sharks (USBL)

### General Manager
- 1988 - ? : Rapid City Thrillers (CBA)